# Dacalana sugimotoi
Dacalana sugimotoi är en fjärilsart som beskrevs av Hayashi 1978. Dacalana sugimotoi ingår i släktet Dacalana och familjen juvelvingar. Inga underarter finns listade i Catalogue of Life.